# Antoni Bojańczyk
Antoni Tadeusz Bojańczyk (ur. 15 grudnia 1974 w Warszawie) – polski prawnik, doktor habilitowany nauk prawnych, profesor uczelniany Uniwersytetu Warszawskiego, sędzia Sądu Najwyższego, specjalista w zakresie prawa karnego i procesu karnego. 

## Życiorys
Ukończył II Liceum Ogólnokształcące im. Stefana Batorego w Warszawie (1993). W 1998 ukończył studia prawnicze na Wydziale Prawa i Administracji Uniwersytetu Warszawskiego. W 2003 na Wydziale Prawa i Administracji Uniwersytetu Jagiellońskiego na podstawie napisanej pod kierunkiem Stanisława Waltosia rozprawy pt. Podważanie prawomocnego wyroku sądu karnego przez Europejski Trybunał Praw Człowieka w Strasburgu otrzymał stopień naukowy doktora nauk prawnych w zakresie prawa. Tam też na podstawie dorobku naukowego oraz rozprawy pt. Dowód prywatny w procesie karnym w perspektywie prawno-porównawczej uzyskał w 2012 stopień doktora habilitowanego nauk prawnych w zakresie prawa.
W latach 2004–2013 był adiunktem na Wydziale Prawa i Administracji Uniwersytetu Kardynała Stefana Wyszyńskiego w Warszawie w Katedrze Prawa Karnego. Od 2013 r. jest profesorem w Katedrze Kryminologii i Polityki Kryminalnej w Instytucie Profilaktyki Społecznej i Resocjalizacji UW kierowanej przez prof. Andrzeja Rzeplińskiego. Był stypendystą Komisji Fulbrighta i Fundacji im. Alexandra von Humboldta, kierownikiem i uczestnikiem projektów badawczych finansowanych ze środków MNiSzW i NCN.
W latach 2012–2018 był adwokatem związanym z kancelarią Sadkowski i Wspólnicy, a następnie prowadził kancelarię indywidualną. W latach 2016–2018 był sędzią Wyższego Sądu Dyscyplinarnego Adwokatury.
W 2018 w trakcie kryzysu wokół Sądu Najwyższego w Polsce zgłosił swoją kandydaturę na sędziego Izby Kontroli Nadzwyczajnej i Spraw Publicznych Sądu Najwyższego. We wrześniu 2018 Naczelna Rada Adwokacka, która w sierpniu 2018 przyjęła uchwałę, że udział adwokatów w naborze do Sądu Najwyższego „stoi w sprzeczności z wartościami, jakimi kieruje się adwokatura”, odwołała go z funkcji członka kolegium redakcyjnego „Palestry”.
10 października 2018 prezydent Andrzej Duda powołał go do pełnienia urzędu sędziego Sądu Najwyższego w nowo utworzonej Izbie Kontroli Nadzwyczajnej i Spraw Publicznych, gdzie mimo kontrowersji związanych z nominacją w trakcie kryzysu wokół Sądu Najwyższego rozpoczął orzekanie.